# Вольский, Юрий Иванович
Ю́рий Ива́нович Во́льский (род. 3 февраля 1922) — советский дипломат. Чрезвычайный и полномочный посол.

## Биография
Член ВКП(б). Кандидат исторических наук.
- В 1959—1962 годах — советник посольства СССР в США.
- В 1962—1966 годах — заместитель министра иностранных дел РСФСР.
- С 5 апреля 1966 по 14 октября 1972 года — чрезвычайный и полномочный посол СССР в Аргентине[1].
- В 1973—1976 годах — заведующий Отделом по культурным связям с зарубежными странами МИД СССР.
- С 24 марта 1976 по 21 мая 1980 года — чрезвычайный и полномочный посол СССР в Мексике[2].
- С 24 марта 1977 по 23 марта 1978 года — чрезвычайный и полномочный посол СССР на Ямайке по совместительству[3].
- С 1980 года — заведующий II Латиноамериканским отделом МИД СССР.